# Macheronte

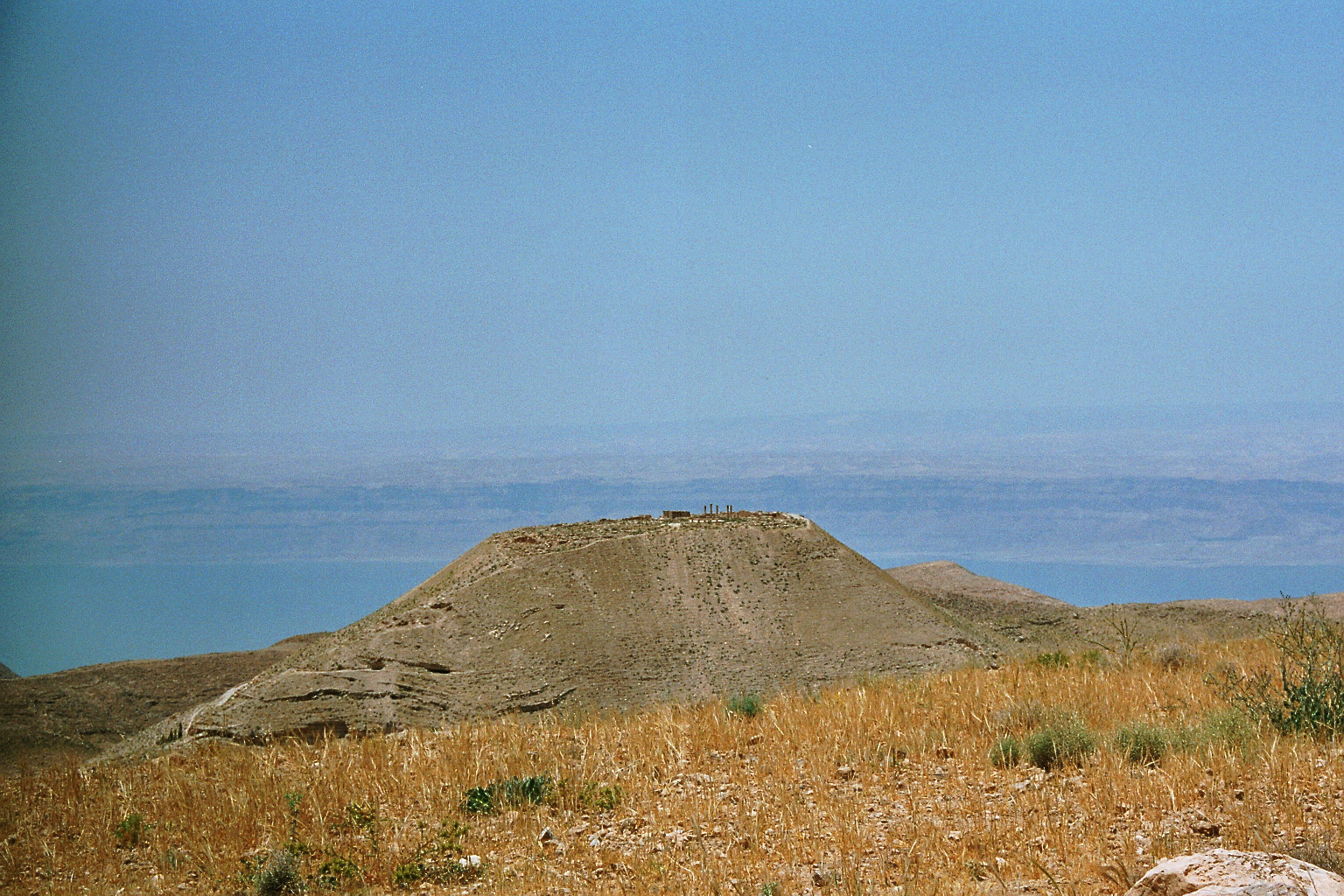
Vue panoramique de Machéronte, avec la mer Morte en arrière-plan.

Machéronte (prononcé /makeʁɔ̃t/, makérontt) ou Machaerus (du grec μάχαιρα, « épée », en arabe : قلة المشناقى Qalatu l-Mishnāqá, hébreu מכוור) est un site de Jordanie sur lequel se trouvent les restes d'un palais fortifié. Il est situé dans la ville de Mukawir, sur une colline à environ 24 km au sud-est de l'embouchure du Jourdain sur la côte orientale de la mer Morte. Selon Flavius Josèphe, Jean le Baptiste y a été emprisonné et exécuté. Les rebelles juifs se sont emparés de la forteresse au début de la grande révolte en 66. Les Romains s'en sont emparés à nouveau en 72 et l'ont détruite, n'en laissant que les fondations.

## Histoire
| \| Alexandrion Hyrcania Machéronte \| Forteresses hasmonéennes |
| Alexandrion Hyrcania Machéronte                                |

La forteresse de Machéronte est construite par le roi hasmonéen, Alexandre Jannée (103–76 av. J.-C.) vers l'an 90 av. J.-C.. En 57 av. J.-C., elle est détruite par Aulus Gabinius, un général de Pompée, puis reconstruite par Hérode le Grand en 30 av. J.-C. pour être utilisée comme base militaire pour protéger ses territoires à l'est du Jourdain.
À la mort d'Hérode le Grand, la forteresse est transmise, après décision de l'empereur romain, à Hérode Antipas, un des fils d'Hérode, qui régna de 4 av. J.-C. jusqu'à 39 ap. J.-C. Vers 34 - 36[source insuffisante], Jean Baptiste est emprisonné et exécuté à Machéronte. La tradition chrétienne rapporte qu'il est décapité, a priori en 28 ou 29 ap. J.-C..
Après l'exil forcé d'Hérode Antipas (39 ap. J.-C.), Machéronte passe sous le contrôle d'Hérode Agrippa Ier jusqu'à sa mort en 44. La forteresse passe alors sous contrôle des procurateurs romains. Les rebelles juifs s'en emparent après 66 au cours de la première révolte juive. Peu de temps après avoir battu la garnison juive d'Hérodion, le légat romain Lucilius Bassus avance sur Machéronte avec ses troupes et en commence le siège en 72. Un remblai et une rampe sont construits pour faciliter l'accès aux engins de siège romains ; les rebelles juifs capitulent au début de l'attaque, et les défenseurs sont autorisés à quitter la forteresse. Elle est ensuite démolie, les fondations restant seules intactes.